# Страшненко, Сергей Васильевич
Серге́й Васи́льевич Страшне́нко (укр. Сергій Васильович Страшненко; род. 8 сентября 1953, Сумы) — советский и украинский футболист, игравший на позиции вратаря. Мастер спорта СССР. По завершении карьеры игрока работал тренером.

## Биография
Воспитанник сумского футбола. Первый тренер — К. Зиновьев. Начал карьеру в 1970 году в местном «Спартаке». Затем некоторое время провел в одесском «Черноморце», однако из-за травм в Одессе заиграть не удалось, после чего вернулся в Сумы. Выступая за местный «Фрунзенец» во второй лиге чемпионата СССР, вызывался в юношескую сборную СССР. После четырёх сезонов в составе «Фрунзенца», в 1976 году перешёл в игравший в первой лиге, ивано-франковский «Спартак», но ни одного матча за него так и не провёл. В следующем году стал игроком ужгородской «Говерлы». Затем перешёл во львовские «Карпаты», где выступал до 1979 года
В августе 1979 года стал одним из игроков, которые перешли в «Пахтакор», после того как практически вся ташкентская команда погибла в авиакатастрофе. Дебютировал в высшей лиге чемпионата СССР 28 сентября 1979 года, в матче против одесского «Черноморца». После двух сезонов в составе узбекского клуба, перешёл в днепропетровский «Днепр», но затем, так и не сыграв за него ни одного матча, вернулся в ужгородский клуб, который, на тот момент, назывался «Закарпатье». В составе ужгородцев в течение шести лет провёл более 100 матчей. В 1988 году принял предложение Александра Ищенко и стал игроком житомирского «Спартака». За «Спартак» (в 1989 году переименованный в «Полесье») выступал в течение трёх лет. В 1990 году вместе с командой выиграл Кубок УССР. После этого вернулся в родные Сумы, став игроком местного «Автомобиста». Проведя в клубе 2 года, в 1992 году, по рекомендации Михаила Фоменко, завершил карьеру игрока. Тем не менее, в 1996 году сыграл ещё 5 матчей во второй лиге чемпионата Украины, за сумской «Агротехсервис»

### Тренерская карьера
По завершении выступлений стал тренером. В 1993—1994 годах тренировал сумской «СБТС». Затем работал на должности тренера-селекционера в кировоградской «Звезде», полтавской «Ворскле» и сумском «Спартаке». В 1998 году, после отставки Александра Довбия, выполнял обязанности главного тренера «Звезды». Также исполнял обязанности главного тренера «Спартака» в 2005 и 2006 году. Затем работал тренером в сумской СДЮШОР «Смена» (с 2012 года — футбольный центр «Барса»). Один из воспитанников — Александр Бандура.
Окончил Сумской государственный педагогический университет имени А. С. Макаренко. С 1998 года в селе Песчаное Сумской области, среди команд ветеранов разыгрывается «Кубок Сергея Страшненко».

## Семья
Сын — Сергей Страшненко — также профессиональный футболист, игравший на позиции вратаря, а по завершении карьеры ставший тренером.

## Достижения
- Обладатель Кубка УССР: 1990